# Fødselsanstalten i Jylland
Fødselsanstalten i Jylland (FiJ), ofte også kaldet Fødselsstiftelsen, var en fødeklinik i Aarhus, der eksisterede fra 1910 til 1996. Den var beliggende på Vennelyst Boulevard 4 i Vennelystparken. Bygningen er i dag en del af Aarhus Universitet.

## Historie
Fødselsanstalten blev indviet i Aarhus 10. oktober 1910 som et fødested for ugifte og ofte ubemidlede kvinder i Jylland. Gifte kunne også føde der, men måtte betale for det. Aarhus Kommune stillede grunden til rådighed for byggeriet, der var finansieret af staten.
Oprindeligt var klinikken dimensioneret til 360 fødsler om året. Allerede seks år efter åbningen var tallet oppe på 641 fødsler. Børn, der er født på Fødselsanstalten i Jylland er i slægtsforskningssammenhænge anført som født i Sankt Johannes Sogn. Udover svangre-, føde- og barselsafdeling blev der tilknyttet et pleje- og spædbørnehjem, hvor ugifte mødre gratis kunne tage ophold i op til et år.
Den første der blev indlagt 10. oktober 1910, var den fraskilte Valborg Karen Marie Pedersen fra Skive.
I 1953 bortfaldt ordningen med at huse enligtstillede mødre, og Fødselsanstaltens virke var herefter udelukkende inden for sygehusvæsenets regi.
Fødselsanstalten i Jylland blev nedlagt i august 1996, og dens funktioner blev overført til Skejby Sygehus.
Henved 190.000 børn blev født på FiJ. Bygningen er blevet omdøbt til Victor Albeck Bygningen i januar 2000 efter anstaltens første leder, Victor Albeck, som også var en drivende kraft bag oprettelsen af Aarhus Universitet, der i dag bruger bygningen til dele af Det Sundhedsvidenskabelige Fakultet. Der er blandt andet dekanat og Det Sundhedsvidenskabelige Bibliotek som drives i samarbejde med Det kgl. Bibliotek i bygningen.
- Fødselsanstalten set fra Århus Kommunehospital
- Fødselsanstalten set fra universitetsparken